# Abisara amplifascia
Abisara amplifascia är en fjärilsart som beskrevs av Robert Christopher Tytler 1940. Abisara amplifascia ingår i släktet Abisara och familjen Riodinidae. Inga underarter finns listade i Catalogue of Life.